# EVaraždin
eVaraždin je nezavisni internetski portal za područje Varaždinske županije, koji se čita na širem području sjevera Hrvatske. Na Facebook-u ga je u studenom 2020. godine pratilo oko 55.000 korisnika.
Portal eVaraždin je pokrenut 4. ožujka 2010. godine, a od 2013. godine posluje kao medijska kuća u sastavu varaždinskog consulting financijsko investicijskog holdinga Fine'sa Grupa. Prelaskom u vlasništvo Fine'se, portal je 2015. godine dokapitaliziran u iznosu od 4,16 milijuna kuna, što ga čini jednim od najkapitaliziranijih lokalnih medija na području Republike Hrvatske. Slogan portala glasi: "Brzi i nezavisni".

## eTV i video produkcija
Godine 2015 godine portal eVaraždin pokrenuo je proizvodnju video sadržaja eTV, koji se u to vrijeme pojavljuje kao prva internetska alternativna informativnog video sadržaja za područje Varaždinske županije. 2016. godine portal eVaraždin producirao je glazbeni spot za pjesmu „Nesrećo moja“ Matije Boršćaka. 2018. godine portal eVaraždin producirao je emisiju lifestyle-zabavnog sadržaja pod nazivom „Mai Tai Talk Show“, koja se snimala u istomimenom varaždinskom cocktail baru 

## Dokumentarni film
2020. godine portal eVaraždin producirao je dugometražni dokumentarni film "Đelac" o životu Anđelka Herjavca, za koji je prava na prikazivanje otkupila Hrvatska radiotelevizija. Iste godine portal je izdao i biografsku knjigu „Đelac – hazarder u smokingu“.

## Sportski sadržaji
U suradnji s Hrvatskim nogometnim savezom i Županijskim nogometnim savezom Varaždin, portal od 2018. godine proizvodi i emitira emisiju Najgol koja tjedno donosi snimke svih golova 1. i 2. županijske nogometne lige.

## Tiskana izdanja
Od 2012. do 2014. godine izlazilo je i tjedno tiskano izdanje portala eVaraždin pod nazivom „Varaždinski tjednik“, koji je određeno vrijeme izlazio i kao digitalno izdanje pod nazivom e-tjednik. Od 2014. do 2016. godine izlazio je besplatni mjesečnik 30 dana  Arhivirana inačica izvorne stranice od 3. kolovoza 2020. (Wayback Machine), koji je izlazio i na području Varaždinske županije i na području Međimurske županije. Rekoncipirano izdanje mjesečnika 30 dana od svibnja 2016. bavilo se uspješnim poslovnim pričama i izlazilo je u nakladi od 20.000 besplatnih primjeraka.

## Galerija
- Snimanje emisije "MaiTai Talk Show"
- Tiskano izdanje mjesečnika "30 dana"
- Digitalno izdanje tjednika "e-tjednik"
- Snimanje sportske emisije "Najgol"

## Vanjske poveznice
- Službena internetska stranica portala eVaraždin